# テンペ

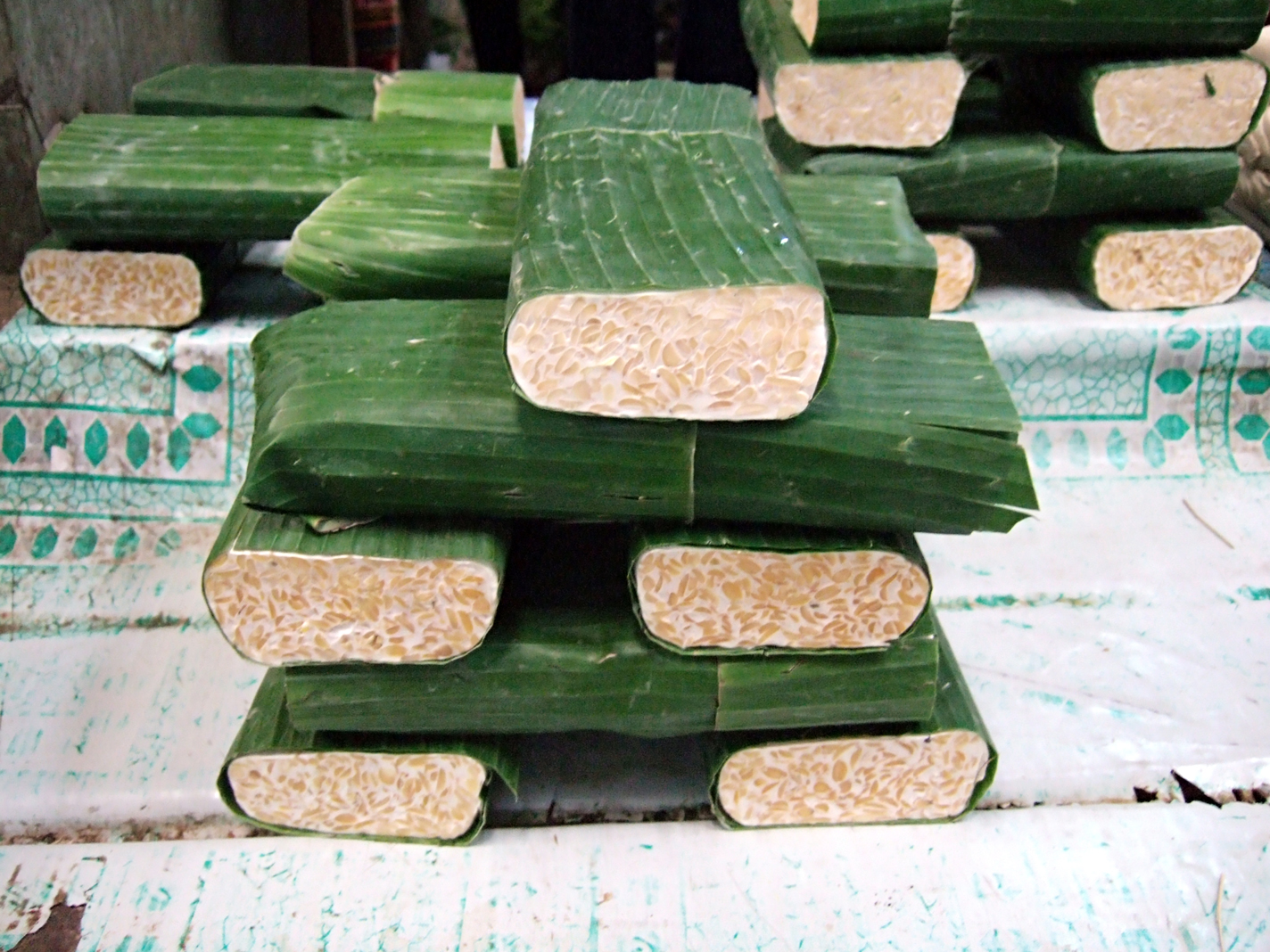
バナナの葉で包んだ出来たてのテンペ。ジャカルタの市場にて

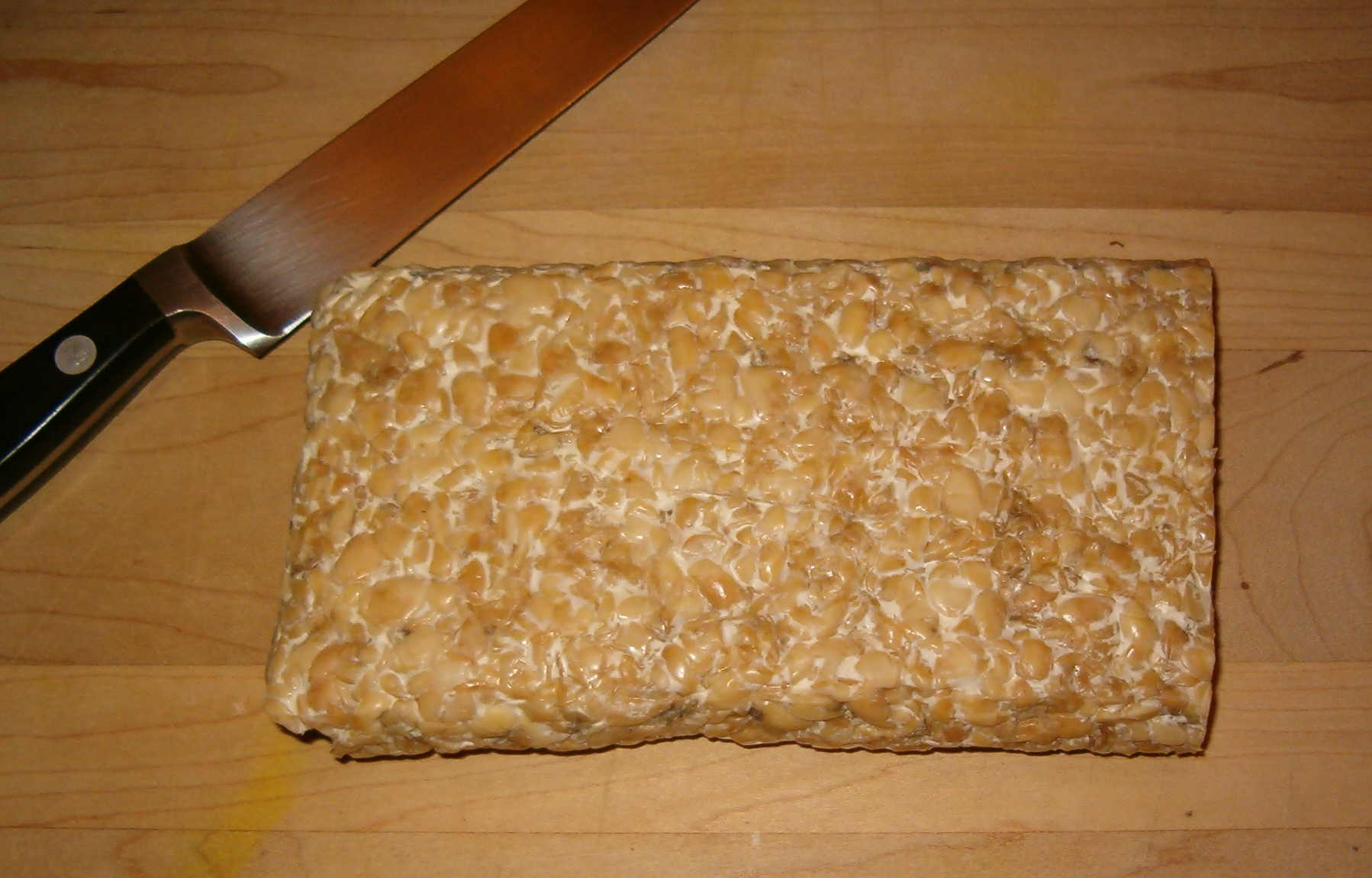
調理前のテンペ

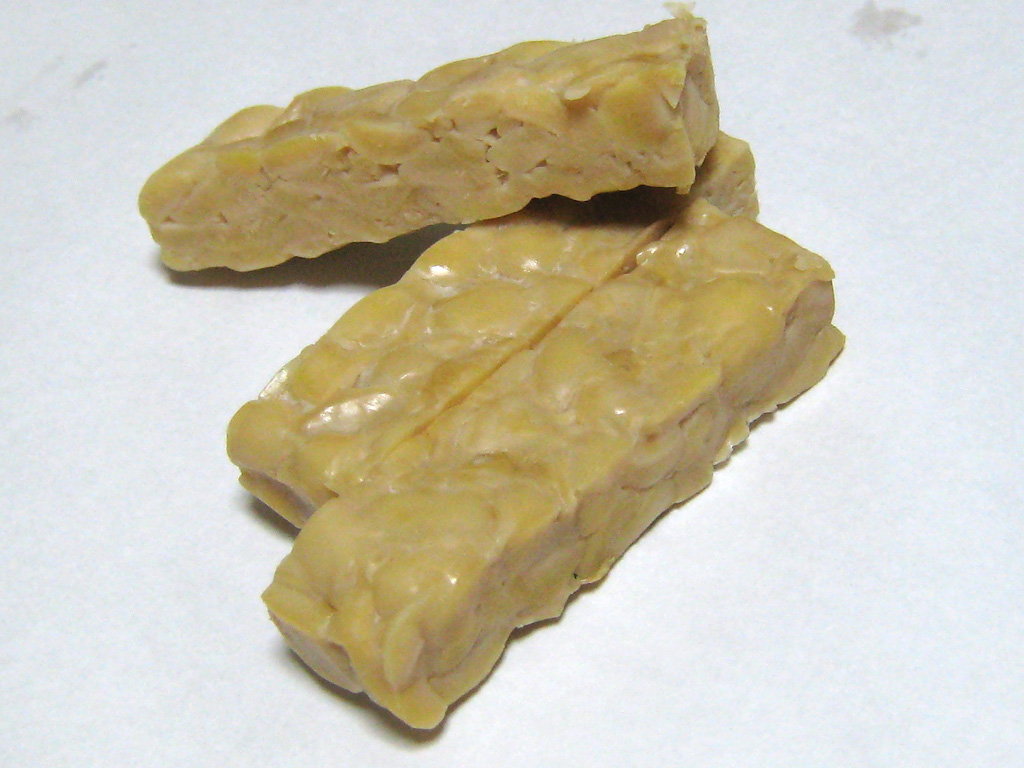
テンペの断面

テンペ（インドネシア語: tempe、 英語: tempeh）はインドネシア発祥の、大豆などをテンペ菌で発酵させた食品である。日本では「インドネシアの納豆」と呼ばれることもあるものの、発酵に使用されるのは納豆の場合は納豆菌であるのに対し、テンペはテンペ菌 （クモノスカビ）という異なる菌を使用している。
テンペの形状は固められたブロック状であり、外側には白くて細かい毛状の菌糸が生えているがその量は商品により異なる。味は淡白であり納豆にやや似ているが、よほど発酵が進んだもの以外は臭気や苦味はほとんど無く、糸を引くこともなく、クセがないので食べやすい。発酵が進んだものはややチーズに似た風味になることもある。
多民族国家であるインドネシアでは、民族を問わず広く料理食材として使われており、最近は欧米や日本でも健康食品としてクローズアップされており、日本では国内生産されたもの、インドネシアから冷凍輸入されたものがスーパーなどで販売されている。

## 作り方
テンペを作るにはまず大豆を水につけて皮をむき、二つに割ってから20分ほど茹でて冷ます。これに酢などを加えて大豆を酸性にし、テンペ菌と呼ばれる接合菌に属するクモノスカビの一種Rhizopus oligosporusを含む麹を砕いてふりかけ、薄くならして30℃程度で約24時間発酵させる。良質のテンペでは、豆が白い菌糸の層と織り合わされた状態となる。発酵時間が長すぎると表面に黒い胞子が生成する。これには害はないが、質は落ちる。アンモニア臭は強くない方が良質である。日本で作る場合、常在菌である枯草菌（納豆菌）により、納豆化してしまう可能性もあり注意が必要である。そのためメーカーでは製造従事者に納豆を食べることを禁止している場合もある。
テンペでは大豆タンパク質が発酵によって消化されやすくなっており、また消化不良や腸内のガスの原因となるオリゴ糖が発酵に使われ、特に減少している。テンペは食物繊維も多く含む。伝統的なテンペ生産者が用いる麹にはテンペ菌以外にもビタミンB12などのビタミンを生成する有用な細菌を含むことが多いが、インドネシアでのスーパー向けなど大量生産品、先進国では純粋培養したテンペ菌を用いるのが普通である。それに対し伝統的な製法ではテンペ菌はバナナやハイビスカスの葉を使用し、そのためテンペ材料を葉で包んで発酵させ、葉をつけたまま販売される。この場合は外側からの発酵になるが、均一に発酵させるため葉で包んでいても、大豆自体にテンペ・ラギを混ぜていることもある。
大豆以外の豆（おからやラッカセイ）や穀物から作られるテンペもある。ライマメを原料としたテンペ・コロ（Tempe Koro）、ハッショウマメを原料としたテンペ・ベングク（Tempe Benguk）などがある。特殊なものとしてはココナッツから作られるテンペ・ボンクレッ（Tempe bongkrek）があるが、これには有害な微生物が混入して毒素（ボンクレキン酸やトキソフラビン）を生成する場合がある。しかし豆や穀物のテンペではこのようなことは起きない。豆や穀物のテンペで、正常な色・質感・においがあれば安全である。

## 調理方法
通常は生食はしない。インドネシアでは、食べやすい大きさに切って、塩水やサンバルなどに漬けて調味してから油で揚げたり、炒めたり、煮込み料理にしたり、火であぶってサラダに加える。揚げたテンペ（テンペ・ゴレン tempe goreng）はスナックとして屋台でも売られている。またスナック菓子のような味付けの家庭用テンペ専用調味料も売られている。
欧米などでは通常の料理のほか、ベジタリアンのための肉の代用品として食され、調理したテンペをそのまま食べたり、チリコンカーン、スープ、シチューなどにも入れる。テンペは冷凍することもでき、現在では多くの先進国で入手できる。日本でテンペは生食する納豆と比較されるため国内生産品に限っては一部に生食レシピも存在する。

## インドネシアの類似食品
インドネシアでは他にこれに類似した食品としてオンチョムが知られている。大豆、ココナッツなどの材料を問わず、クモノスカビを用いて発酵させたものをテンペと呼び、クモノスカビと同じ接合菌のケカビを用いて発酵させたものを黒オンチョム（oncom merah）、もしくはダケ（dage）、子嚢菌のアカパンカビを用いて発酵させたものを赤オンチョム（oncom merah）と呼び、赤オンチョムのほうが一般的である。オンチョムは西ジャワ州などに住むスンダ人のあいだで多く食されている。